# Brasseriehof

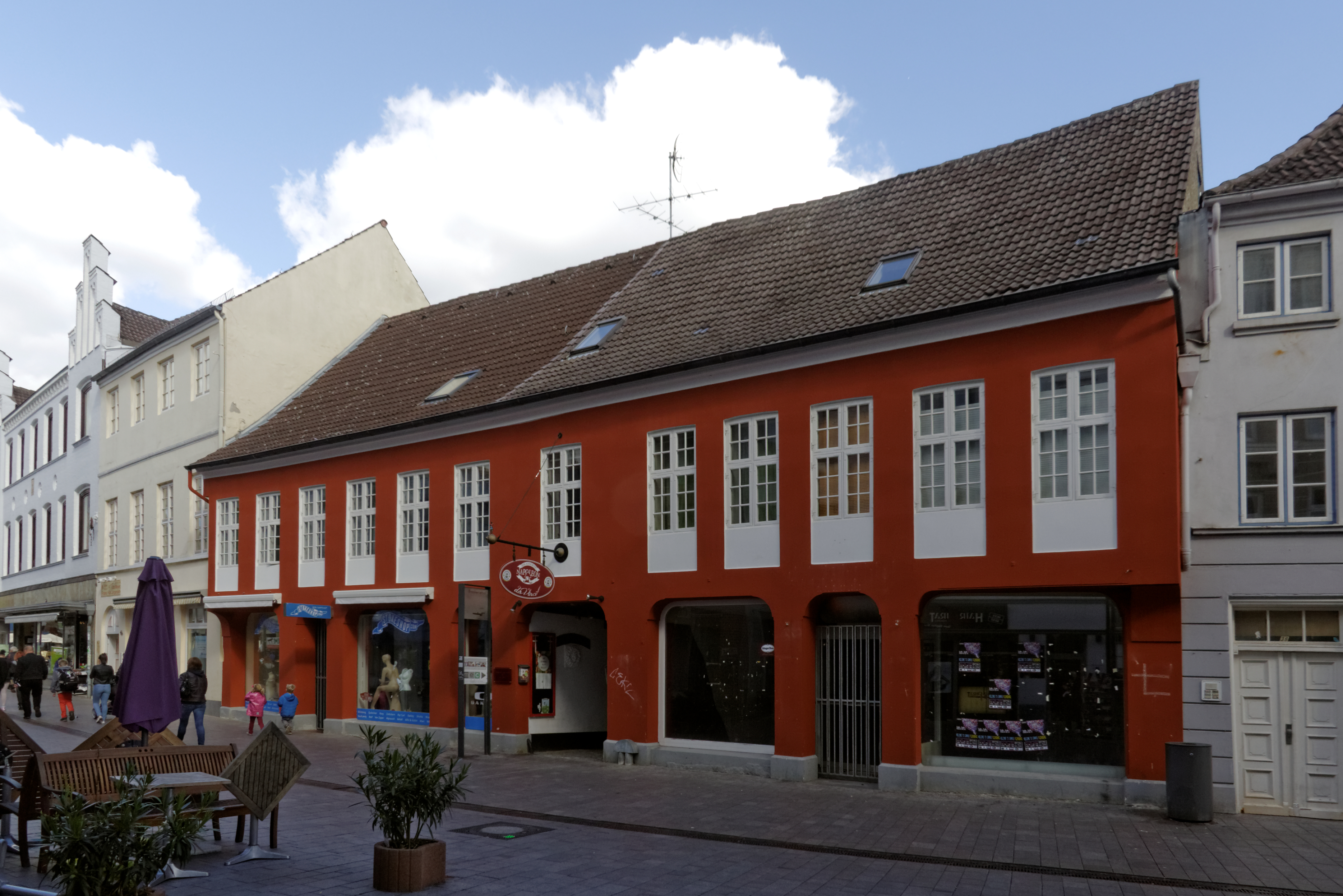
Vorderhaus mit dem Zugang zum Brasseriehof (2013)

Der Brasseriehof in Flensburg ist ein alter Kaufmannshof mit den Adressen Große Straße 42/44, dessen Hofgebäude aus dem 17. bis 19. Jahrhundert stammen. Der Häuserbestand des Hofes wird heute gewerblich und für Wohnzwecke genutzt und gehört zu den Kulturdenkmalen der Stadt.

## Hintergrund
Das zweigeschossige traufenständige Vorderhaus aus dem 18. Jahrhundert entstand durch die Zusammenfügung zweier Häuser, so dass es heute noch zwei Adressen besitzt. Der südliche Gebäudeteil trägt die Hausnummer 42 und der nördliche die Hausnummer 44. Auf der verputzten Einkaufsstraßenseite befinden sich jeweils zwei Ladenlokale. Im Ladenlokal Nr. 42 befand sich über mehrere Jahrzehnte hinweg bis in die ersten 2000er Jahre hinein ein Kochlöffel-Schnellrestaurant. Seitdem wechselten immer wieder die dortigen Geschäfte. In der Mitte des Vorderhauses befindet sich die Durchfahrt zum eigentlichen Hof. Auf der Gebäuderückseite des Vorderhauses ist die Fachwerksausführung aus dem 18. Jahrhundert erhalten geblieben. Hinter der Gebäudesüdseite Nr. 42 schließen sich drei Fachwerk-Seitenflügel an. Der erste Seitenflügel ist offensichtlich mit dem Vorderhaus baulich stark verbunden. Die beiden letzteren Seitenflügel stammen aus dem 17./18. Jahrhundert. Der Gebäudenordseite Nr. 44 schließen sich ein kleiner, eingeschossiger Zwischenbau, ein erster südlicher Seitenflügel und zweiter südlicher Seitenflügel an, die vermutlich aus dem 19. Jahrhundert stammen. Die besagte Nordseite des Hofes wirkt mit seinen verputzten Flügeln schlichter gestaltet. Die Ostseite des Hofes schließen ein Querspeicher sowie ein dritter nördlicher Seitenflügel ab. Der Querspeicher wurde um 1840 errichtet und besitzt eine korbbogige Durchfahrt, welche zu einem zweiten Hof führt, wo sich auf der Nordseite der dritte Seitenflügel noch weiter ausbreitet. Der besagte Seitenflügel stammt aus dem Jahr 1851. Die restliche Bebauung des zweiten Hofes stammt aus neuerer Zeit.
Theodor Storm gefiel der Brasseriehof, mit seinen Aufzugserkern und Ladeluken so gut, dass er dort 1875 seine Novelle Im Nachbarhause links spielen ließ. In den 1980er Jahren wurde der Kaufmannshof instand gesetzt und seitdem von verschiedenen Gastronomischen Betrieben genutzt. Im Querspeicher des Hofes befand sich über viele Jahre die Brasserie „Napoleon & da Vinci“, woher offenbar der heutige Hofname abgeleitet wurde. 2015 wurde dort das Kulturhof-Café eingerichtet, das die Begegnung und den sozialen und kulturellen Austausch von Menschen jeden Alters, jeglicher Herkunft, Religion oder Kultur, mit oder ohne Handicap fördern soll. 2016 wurde der Verein Kulturhof Flensburg e. V. gegründet. Er ist gemeinnützig. Die Vereinszwecke sind Völkerverständigung, Förderung des Ehrenamtes und der Stadtkultur. Die zugehörigen Begegnungscafés haben von Mittwoch bis Sonntag von 14 bis 18 Uhr geöffnet. Außer dem Kulturhof-Café finden dort heutzutage regelmäßig verschiedene kulturelle und soziale Veranstaltungen statt. Das Hofensemble gehört seit seiner Renovierung zu den Foto- und Postkartenmotiven der Förderstadt. In neuerer Zeit wurde der Brasseriehof aus geschichtlichen, künstlerischen sowie städtebaulichen Gründen unter Denkmalschutz gestellt.